# 聯合天文台
聯合天文台（Union Observatory）是位於南非約翰尼斯堡豪登省郊區的天文台，它在國際天文學聯合會所賦予的編號是078 
它在初期被稱為德蘭士瓦天文台（Transvaal Observatory），在1961年成為共和國天文台（Republic Observatory）。它致力於小行星的觀測，並發現比鄰星，但日漸嚴重的光汙染導致它於1971-72年間關閉，其觀測品質令人懷念。
在當時，南非政府決定將所有的研究天文台合併為一個單位，成為日後的南非天文台 (SAAO)；它的總部設在開普敦，薩瑟蘭是它的分站。主要的望遠鏡都遷移至薩瑟蘭，在普利托里亞的拉德克利夫天文台也解散了。
聯合天文台的名稱歷經多次的改變：
- 德蘭士瓦氣象部門：1903－1909年
- 德蘭士瓦天文台：1909－1912年
- 聯合天文台：1912－1961年
- 共和國天文台：1961－1971年

它的歷任台長：
- 羅伯特·因尼斯：1903－1927年
- 哈里·埃德温·伍德：1927－1941年
- Willem Hendrik van den Bos：1941－1956年
- William Stephen Finsen：1957－1965年
- Jan Hers：1965－1971年

## 外部連結
- www.saao.ac.za/assa/html/his-pl-obs_-_republic.html
- Johannesburg Centre
- The Union Observatory, Johannesburg （页面存档备份，存于）